# Castillos

A cidade localiza-se no Departamento de Rocha, no Uruguai.

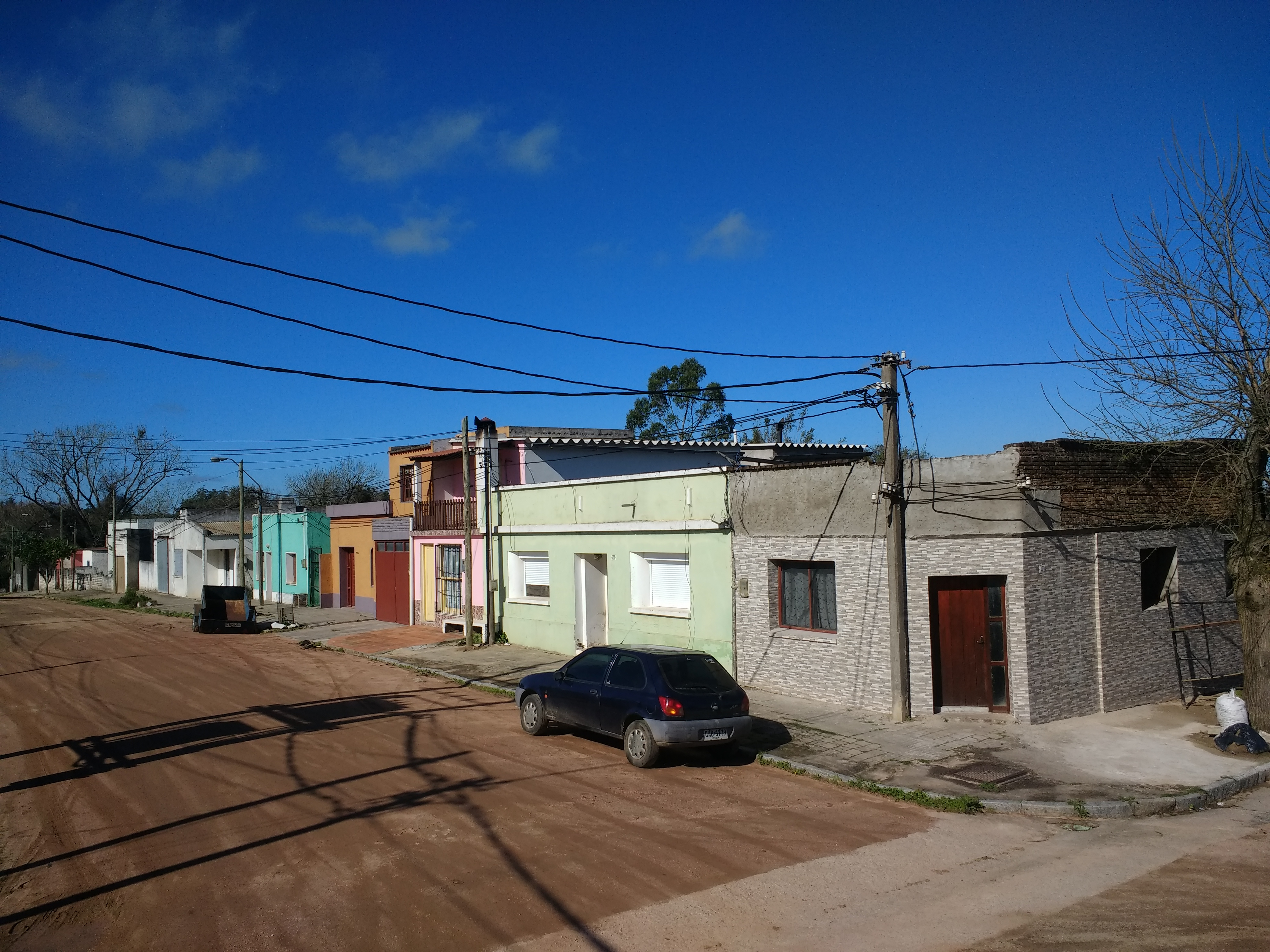
Castillos

Castillos é uma cidade uruguaia do Departamento de Rocha e uma das mais importantes estâncias turísticas do departamento fronteiresco ao território do estado brasileiro do Rio Grande do Sul. Segundo o censo de 1996, a sua população é estimada em 7.346 habitantes, sendo a terceira cidade mais populosa de Rocha.

## Patrimônio
- Fortaleza de Santa Teresa
- Parque Nacional de Santa Teresa